# Chad Lowe
Charles «Chad» Davis Lowe (Dayton, Ohio, 15 de enero de 1968) es un actor de televisión estadounidense, hermano del también actor Rob Lowe. Ganó un premio Emmy por su interpretación de un enfermo de sida en Life Goes On. También ha interpretado papeles en Urgencias, Melrose Place, Drop Dead Diva y al ayudante del jefe de personal de la Casa Blanca,  Reed Pollock en la serie 24.

## Biografía

### Carrera profesional
Lowe comenzó su carrera como actor en su adolescencia, coprotagonizando junto a Tommy Lee Jones y Robert Urich en 1987 el telefilm April Morning, que trataba de la batalla de Lexington durante la Guerra de Independencia de los Estados Unidos. El debut como director de Lowe se produjo en el año 2000, con el corto The Audition. También ha dirigido la película Beautiful Ohio, que está pendiente de estreno.

### Vida personal
Lowe nació en Dayton, Ohio, hijo de la profesora Barbara Hepler y el abogado Chuck Lowe. Ha estado casado entre 1997 y 2007 con la actriz Hilary Swank. Swank fue tristemente célebre por olvidarse de Lowe en los agradecimientos al recibir su primer Oscar en 2000 (por Boys Don't Cry), e intentó arreglarlo en todas las apariciones públicas posteriores. Al ganar su segundo Oscar en 2005 (por Million Dollar Baby), Lowe fue el primero en los agradecimientos. El 9 de enero, Lowe y Swank anunciaban su separación, y en mayo de ese mismo año, anunciaron su decisión de divorciarse. Lowe es un consumado ciclista e idolatra Naciones unidas. El 19 de enero del 2007, su representante anunció que Lowe estaba saliendo con la productora Kim Painter.
El 29 de enero de 2009, se anunció que estaban esperando su primer hijo. El 16 de mayo de 2009 nació su hija llamada Mabel Painter Lowe. Lowe y Painter se casaron el 28 de agosto de 2010, en una pequeña ceremonia en Los Ángeles. El 15 de noviembre de 2012 nació su segunda hija llamada Fiona Hepler Lowe. En 2016 nació su tercera hija a la que llamaron Nixie Barbara Lowe.

## Filmografía
- Flight 90: Disaster on the Potomac (1984)
- Spencer (1985)
- April Morning (1988)
- Apprentice to Murder (1988)
- Nobody's Perfect (1989)
- Highway to Hell (1991)
- Life Goes On (1991-1993)
- Snowy River: The McGregor Saga (1995)
- Melrose Place (1996-1997)
- Superman: la serie animada (1998)
- Popular (1999)
- Now and Again (1999-2000)
- The Wild Thornberrys (1999-2000)
- Take Me Home: The John Denver Story (2000)
- The Audition (2000) (director)
- Law & Order: Special Victims Unit (2001)
- Star Trek: Enterprise (2001)
- Infidelidad (2002)
- Hack (2002) (director)
- The Space Between (2002) (director)
- CSI: Miami (2003)
- Sin rastro (2004)
- Fielder's Choice (2004)
- Urgencias (1997-2005)
- Medium (2005)
- 24 (2007)
- Beautiful Ohio (2007) (director)
- Bones (2009)
- Pretty Little Liars (2010-2016)
- Drop Dead Diva (2010)